# Festival de Cannes 2012
Festival de Cannes 2012 foi a sexagésima quinta edição do Festival de Cinema de Cannes, realizada de 16 a 27 de maio de 2012. O cineasta italiano Nanni Moretti foi selecionado presidente do júri da competição principal e o ator britânico Tim Roth, para presidente do júri na sessão Un certain Regard. A atriz francesa Bérénice Bêjo sediou as cerimônias de abertura e encerramento.
O festival foi aberto com o filme estadunidense Moonrise Kingdom, dirigido por Wes Anderson e encerrado com o último filme do diretor Claude Miller, Thérèse Desqueyroux. O anúncio das obras cinematográficas escolhidas para serem apresentadas no festival ocorreu em 19 de abril. O cartaz oficial homenageia Marilyn Monroe, para marcar o 50º aniversário da sua morte.
A Palme d'Or foi destinada à direção de Michael Haneke, Amour. Haneke já havia vencido o mesmo prêmio por Das weiße Band em 2009. O júri deu o Grand Prix para Reality, de Matteo Garrone enquanto The Angels' Share, de Ken Loach, foi condecorado com o Prêmio do Júri.